# Shatang, Hunan
Shatang (kinesiska: 沙塘, 沙塘乡) är en socken i Kina. Den ligger i provinsen Hunan, i den södra delen av landet, omkring 100 kilometer sydväst om provinshuvudstaden Changsha. Antalet invånare är 28777. Befolkningen består av 13 925 kvinnor och 14 852 män. Barn under 15 år utgör 17,0 %, vuxna 15-64 år 71 %, och äldre över 65 år 10,0 %.
Genomsnittlig årsnederbörd är 1 676 millimeter. Den regnigaste månaden är maj, med i genomsnitt 269 mm nederbörd, och den torraste är oktober, med 41 mm nederbörd.